# Velsen
Velsen és un municipi de la província d'Holanda del Nord, al centre-oest dels Països Baixos. L'1 de gener de 2009 tenia 67.567 habitants repartits per una superfície de 63,03 km² (dels quals 18,32 km² corresponen a aigua). Limita al nord amb Beverwijk i Zaanstad i al sud amb Bloemendaal, Haarlem i Haarlemmerliede en Spaarnwoude.

## Centres de població
Driehuis, IJmuiden (cap de municipi), Santpoort-Noord, Santpoort-Zuid, Velsen-Noord, Velsen-Zuid, Spaarndammerpolder i Velserbroek.

## Ajuntament
El consistori està format per 33 regidors:
- PvdA, 8 regidors
- VVD, 5 regidors
- SP, 4 regidors
- CDA, 4 regidors
- Velsel Lokaal, 3 regidors
- Llista Gerard Vosse, 3 regidors
- Demòcrates 66, 2 regidors
- GroenLinks 2 regidors
- ChristenUnie, 2 regidors